# Odontites tenuissima
Odontites tenuissima är en flockblommig växtart som beskrevs av Spreng.. Odontites tenuissima ingår i släktet rödtoppor, och familjen flockblommiga växter. Inga underarter finns listade i Catalogue of Life.